# Siniscola
Siniscola (sardinsky: Thiniscòle) je italská obec (comune) v provincii Nuoro v regionu Sardinie. Nachází se ve výšce 39 metrů nad mořem a má přibližně 11 tisíc obyvatel. Rozloha obce je 196,38 km².